# Robertsfors
64°11′34.544″N 20°50′35.246″Ø / 64.19292889°N 20.84312389°Ø
Robertsfors er en  by i Västerbottens län i landskapet Västerbotten i Sverige. Den  er administrationsby i Robertsfors kommun og i 2010 havde byen 2.004 indbyggere. Byen har fået sit navn efter grosserer Robert Finlay som var en af ejerne i Robertsfors bruk, et jernværk, og senere savværk, som blev etableret i 1758. 
Rickleån, der løber fra søen Bygdeträsket til Bottenbugten, løber gennem byen.
Robertsfors IK og Robertsfors BK er lokale fodboldklubber fra Robertsfors.